# Шабля правосуддя
Шабля правосуддя (рум. Sabia Dreptății)— антирадянська організація з м. Белць, МРСР . Організація була створена Іоном  Морару та Васілем Цуркану, до яких потім приєднався Петру Лунгу. Останні двоє були студентами педагогічної школи в Бельцях в 1947 році (?) (створеної на базі колишнього ліцею ім. Іона Крянге). Ця група антирадянського військового спротиву діяла в Бельцях і в місцях походження учасників: Миндик, Сленіна, Дрокія, Шурі, Кетросу та станції Дрокія у період сталінізму. Першопочатково члени групи вважали себе бойовим загоном „Шабля правосуддя” (Штефана Великого), в складі руху опору Лучники Штефана Великого. Однією з багатьох форм щоденної діяльності групи було написання зухвалих листів у різні інстанції. Найв'їдливіші були надіслані на адресу Спілки письменників, оскільки найбільша брехня походила звідти, і на адресу Сталіна, якого лідери організації вважали „вождем демонів”. Всі листи були підписані „Шаблею правосуддя” . Організація була викрита НКВС в 1950 році. 
Арешти членів антирадянської організації „Шабля правосуддя” розпочалися в травні 1950 року. Іон Морару був заарештований в своєму рідному селі, а Васіле Цуркану під час екзамену з „молдавської мови” в педагогічний школі м. Белць . 24 листопада 1950 року, згідно з вироком вищого суду МРСР, було засуджено за антирадянську діяльність 10 членів та прихильників підпільної організації „Шабля правосуддя” : 
1. Євген Гуцу, народжений в 1912 році, с. Дрокія, Тирнівського району. В часи війни, був солдатом румунської армії. Звинувачений у „співпраці з німецько-румунськими окупантами” і антирадянській діяльності. Засуджений до 25 років ув'язнення в таборах примусової праці, з ураженням в громадянських правах строком на п'ять років та конфіскацією майна.
2. Міхаіл Георгелаш, народжений в 1915 році, с. Дрокія, Тирнівського району. Звинувачений у „співпраці з німецько-румунськими окупантами” і антирадянській діяльності. Засуджений до 25 років ув'язнення в таборах примусової праці, з ураженням в громадянських правах строком на п'ять років та конфіскацією майна.
3. Павел Істраті, народжений в 1894 році, с. Миндик, Тирнівського району. Звинувачений у антирадянщині і колабораціонізмі з „німецько-румунськими окупантами”. Йому інкримінували те, що він в 1941 році, разом з іншими „кулаками” з с. Миндик, організував гостинний прийом „румунським окупантам”, особливо команданту постерунку жандармерії, а згодом, в 1942 році, „ тримав слово на зібранні, організованому окупаційною владою, закликав населення надавати допомогу окупаційним військам у боротьбі проти радянської армії і зводив наклеп на Радянський союз”. Засуджений до 25 років ув'язнення в таборах примусової праці, з ураженням в громадянських правах строком на п'ять років та конфіскацією майна.
4. Васіле Олєйнік, народжений в 1904 році, с. Сленіна, Тирнівського району. Засуджений до 10 років позбавлення волі, з ураженням в правах строком на п'ять років.
5. Александру Бобейке, народжений в 1922 році, с. Дрокія, Тирнівського району. В роки війни солдат румунської армії. Сільський фотограф. Засуджений до 10 років позбавлення волі, з ураженням в правах строком на п'ять років.
6. Іон Морару, народжений в 1929 році, с. Миндик, Тирнівського району. Вчитель початкової школи в с. Шурі. Засуджений до 10 років позбавлення волі, з ураженням в правах строком на п'ять років.
7. Петру Лунгу, народжений в 1930 році, с. Котюжень, Липканського району. Учень педагогічної школи  в м. Белць. Засуджений до 10 років позбавлення волі, з ураженням в правах строком на п'ять років.
8. Васіле Цуркану, народжений в 1932 році, с. Дрокія, Тирнівського району. Учень педагогічної школи в м. Белць. Засуджений до 10 років позбавлення волі, з ураженням в правах строком на п'ять років.
9. Кіріл Моререску, народжений в 1916 році, с. Шурі, Дрокіївського району. Охоронець в народному суді Дрокіївського району. Засуджений до 10 років позбавлення волі, з ураженням в правах строком на п'ять років.
10. Давід Ляху, народжений в 1915 році, с. Дрокія, Тирнівського району. Приватний кравець. Засуджений до 10 років позбавлення волі, з ураженням в правах строком на п'ять років.

Згідно зі статтею 33 кримінального кодексу СРСР, останні п'ятеро були оголошені „особливо небезпечними для суспільства” і після відбуття строку покарання повинні бути вислані у віддалені райони СРСР строком на десять років. 
23 серпня 2010 року виконувач обов'язків президента Республіки Молдова, Міхай Гімпу, підписав указ про нагородження „Орденом Республіки” борців проти радянської окупації та тоталітарного комуністичного режиму, включно з членами організації „Шабля правосуддя”: Іоном Морару, Євгеном Гуцу (посмертно), Міхаілом Георгелашем (посмертно) та Павлом Істраті (посмертно) .